# Élection pontificale de 1088
L'élection pontificale de 1088 est celle par laquelle les cardinaux de l'Église catholique romaine élisent un pape à la succession de Victor III (mort le 16 septembre 1087).
Après une vacance de près de 6 mois, l'élection se déroule le 12 mars 1088 dans la cathédrale de Terracina. Le cardinal-évêque Français Eudes de Châtillon (également appelé Odon de Lagery) devient le 159e pape sous le nom d'Urbain II.

## Contexte
Victor III meurt le 16 septembre 1087, au Mont Cassin dans les États pontificaux. Peu de temps avant sa mort, il recommande l'élection du cardinal Eudes de Châtillon en tant que successeur.
Rome à cette époque est sous le contrôle de l'antipape Clément III, qui est soutenu par Henri IV, empereur des Romains depuis le 31 mars 1084. La papauté de Clément III démarre au cours de la querelle des Investitures et se poursuit après le décès de Grégoire VII, en mai 1085. Clément est consacré pape, à Rome, le 24 mars 1084.
Dans cette situation, six mois après son décès, les partisans de Victor III, se rassemblent le 9 mars 1088, à Terracina, sous la protection de l'armée des Normands pour élire leur nouveau pape. Outre les cardinaux-évêques, qui sont les seuls électeurs du pape, à l'assemblée électorale dans la cathédrale épiscopale de SS. Pietro e Cesareo sont présents également les représentants des deux ordres inférieurs de cardinaux, plus de 40 évêques et abbés, ainsi que Benedetto, préfet de Rome et la comtesse Mathilde de Toscane.
Trois jours de jeûne et de prière sont proclamés et la réunion ajournée au dimanche 12 mars 1088. Ce jour-là les cardinaux et le reste des hommes d’Église et laïcs se réunissent à nouveau dans la même église. Les cardinaux-évêques d'Albano, Tusculum et Porto proposent l'élection d'Odon de Lagery, cardinal-évêque d'Ostie, désigné par Victor III. Il accepte son élection et prend le nom Urbain II . L'élection est annoncée publiquement par le cardinal Pietro Igneo Aldobrandini. Le même jour, à Terracina, le nouveau pape est intronisé et célèbre la messe d'inauguration. Ce n'est qu'en novembre 1088 qu'Urbain II peut se rendre à Rome. Il sera chassé de Rome, par Henri IV en 1090 et n'y reviendra qu'en 1093.

## Cardinaux électeurs
Selon la bulle pontificale In nomine Domini de Nicolas II (1059) seuls les cardinaux-évêques des diocèses suburbicaires peuvent élire le pape. En mars 1088, ils sont six :
- Ubaldo, cardinal-évêque de Sabina
- Pietro Igneo Aldobrandini, cardinal-évêque d'Albano
- Giovanni Minuto, cardinal-évêque de Tusculum
- Bruno, cardinal-évêque de Segni
- Giovanni, cardinal-évêque de Porto
- Odon de Lagery, cardinal-évêque d'Ostie

## Assistants électeurs
En complément un cardinal-prêtre et un cardinal diacre assistent à l'élection :
- Raniero de Bieda, cardinal de Saint-Clément, représentant de la fraction ascendante des cardinaux-prêtres, futur pape Pascal II
- Oderisio de Marsi, diacre du palais du Latran[3].

## Source
- (en) Cet article est partiellement ou en totalité issu de l’article de Wikipédia en anglais intitulé « Papal election, 1088 » (voir la liste des auteurs).